# Hadi Ahmed
Hadi Ahmed, de nom complet Hadi Ahmed Basheer (àrab: هادي أحمد, Hādī Aḥmad) (Bàssora, 1953), fou un futbolista iraquià de la dècada de 1970 i posteriorment entrenador de futbol.
Pel que fa a clubs, jugà durant tota la seva carrera a Al-Mina'a. A més fou internacional amb la selecció de futbol de l'Iraq.
Trajectòria com a entrenador:
- 1983-87: Al-Rumaila
- 1988-92: Al-Minaa
- 1994-99: Al-Minaa
- 1999-00: Al-Ahli Manama
- 2000-02: Al-Minaa
- 2002-04: Sitra Club

El seu germà gran Abdul Razzaq també fou futbolista.